# 1995–1996-os magyar női labdarúgó-bajnokság (másodosztály)
A magyar női labdarúgó-bajnokság másodosztályában 1995–96-ban tíz csapat küzdött a bajnoki címért. Az első másodosztályú bajnokságban a Jászdózsai NFC szerezte meg a bajnoki címét és került az NB I-be.

## Végeredmény
| #   | Csapat                  | M  | GY | D | V  | G+ – G– | GK  | P  | Megjegyzések |
| --- | ----------------------- | -- | -- | - | -- | ------- | --- | -- | ------------ |
| 1.  | Jászdózsai NFC          | 18 | 16 | 1 | 1  | 73–16   | +57 | 49 | NB I         |
| 2.  | Quinter SE-Bonyhád      | 18 | 13 | 3 | 2  | 57–12   | +45 | 42 | NB I         |
| 3.  | Renova II               | 18 | 12 | 1 | 5  | 42–20   | +22 | 37 |              |
| 4.  | Pepita Sárkányok        | 18 | 10 | 4 | 4  | 47–14   | +33 | 34 |              |
| 5.  | Elán FC-Miskolc         | 18 | 10 | 3 | 5  | 43–25   | +18 | 33 |              |
| 6.  | Viktória FC-Szombathely | 18 | 6  | 6 | 6  | 37–36   | +1  | 24 |              |
| 7.  | Mottó FC-Győr           | 18 | 4  | 1 | 13 | 22–51   | −29 | 13 |              |
| 8.  | Abádszalóki Juventa     | 18 | 4  | 1 | 13 | 18–47   | −29 | 13 |              |
| 9.  | László Kórház II        | 18 | 3  | 1 | 14 | 14–58   | −44 | 10 |              |
| 10. | FC Sorella              | 18 | 1  | 1 | 16 | 10–58   | −48 | 1  |              |

Utolsó frissítés: 1996. június 30. 
Forrás: RSSSF - Hungary (Women) 1995/96 
A rangsorolás alapszabályai: 1. összpontszám, 2. győzelmek száma, 3. egymás elleni eredmények összpontszáma,  4. egymás elleni eredmények gólkülönbsége, 5. egymás elleni eredmények szerzett góljainak száma 6. gólkülönbség, 7. szerzett gólok száma.
(B): Bajnokcsapat, (K): Kieső csapat, (F): Feljutó csapat, (I): Kupainduló, (R): A rájátszás győztese, (KGY): Kupagyőztes